# メールセン
メールセン (オランダ語: Meerssen [meːrsə(n)] ( 音声ファイル)、リンブルフ語: Meersje) は、オランダ・リンブルフ州の地名および基礎自治体。

## 歴史
870年にカロリング帝国を三分割したメルセン条約調印の地として有名である。
10世紀中ごろには、ドイツ王ハインリヒ1世の娘で西フランク王ルイ4世の妃ゲルベルガ・フォン・ザクセンの私有地となった。968年、ゲルベルガはメールセンを含む全財産をランスのサン＝レミ修道院に寄贈した。

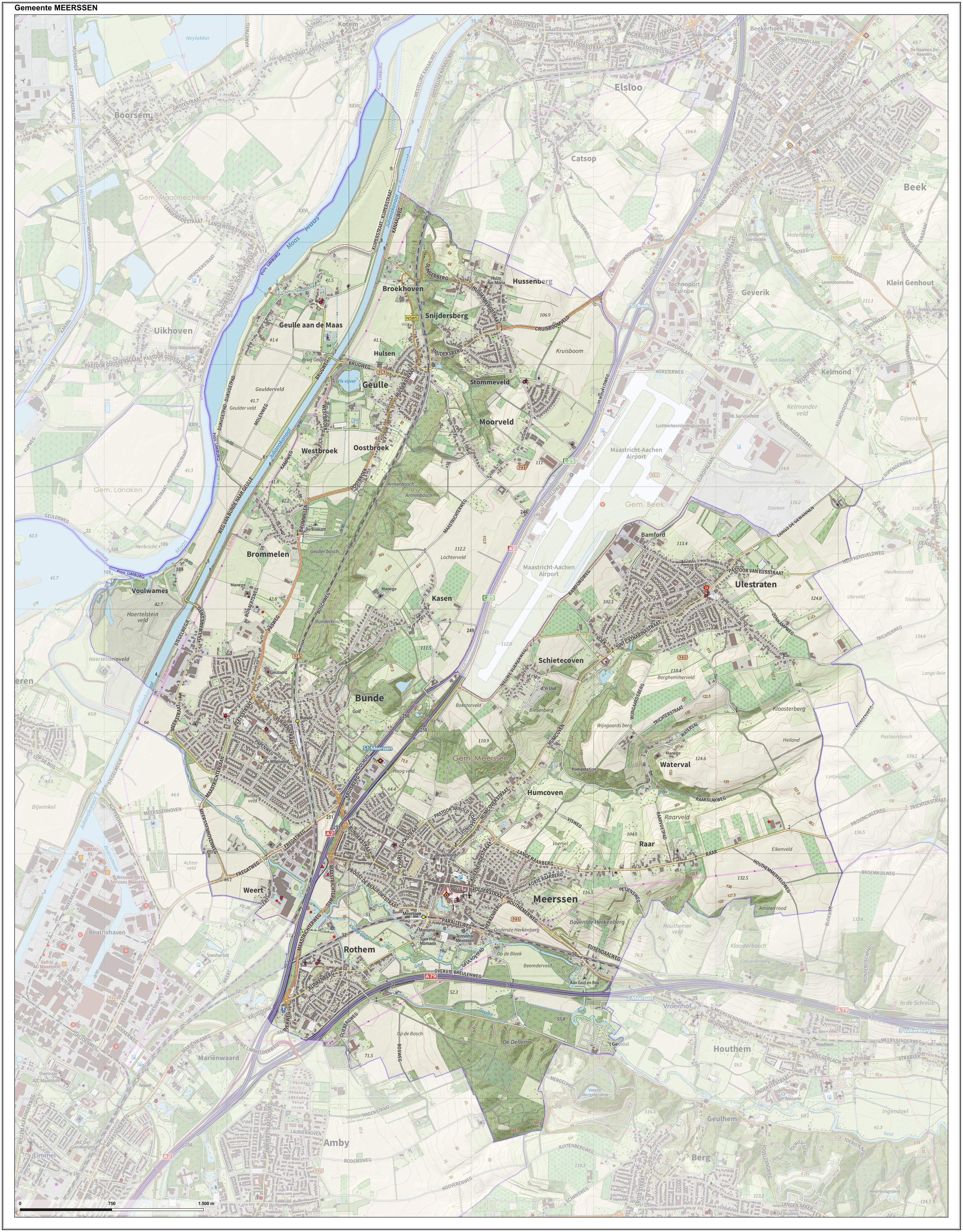
2015年6月のメールセンの地図

## 交通
マーストリヒト・アーヘン線の鉄道駅メールセン駅がある。

## 国際関係

### 姉妹都市
メールセンは、欧州連合内の24都市を結ぶ姉妹都市組織ドゥーズラージュの、1991年の創設以来の構成都市である。ドゥーズラージュは互いの国の産物市場を開くなど様々な催しを行い交流を行っている。
 アルテア、スペイン - 1991年
 バート・ケッツティンク、ドイツ - 1991年
 ベッラージョ、イタリア - 1991年
 バンドラン、アイルランド - 1991年
 グランヴィル、フランス - 1991年
 ホルステブロー、デンマーク - 1991年
 ウッファリーズ、ベルギー - 1991年
 メールセン、オランダ - 1991年
 ニードランヴァン、ルクセンブルク - 1991年
 プレヴェザ、ギリシャ - 1991年
 セジンブラ、ポルトガル - 1991年
 シェアボーン、イギリス - 1991年
 カルッキラ、フィンランド - 1997年
 オクレースンド、スウェーデン - 1998年
 ユーデンブルク、オーストリア - 1999年
 ホイナ、ポーランド - 2004年
 ケーセグ、ハンガリー - 2004年
 スィグルダ、ラトビア - 2004年
 スシツェ、チェコ - 2004年
 チュリ、エストニア - 2004年
 ズウォレン、スロヴァキア - 2007年
 プリェナイ、リトアニア - 2008年
 マルサスカラ、マルタ - 2009年
 シレト、ルーマニア - 2010年
 トリャヴナ、ブルガリア - 2011年